# Degia sumatrensis
Degia sumatrensis is een vlinder uit de familie van de zakjesdragers (Psychidae). De wetenschappelijke naam van de soort is voor het eerst geldig gepubliceerd in 2009 door Thomas Sobczyk.